# Cine independiente

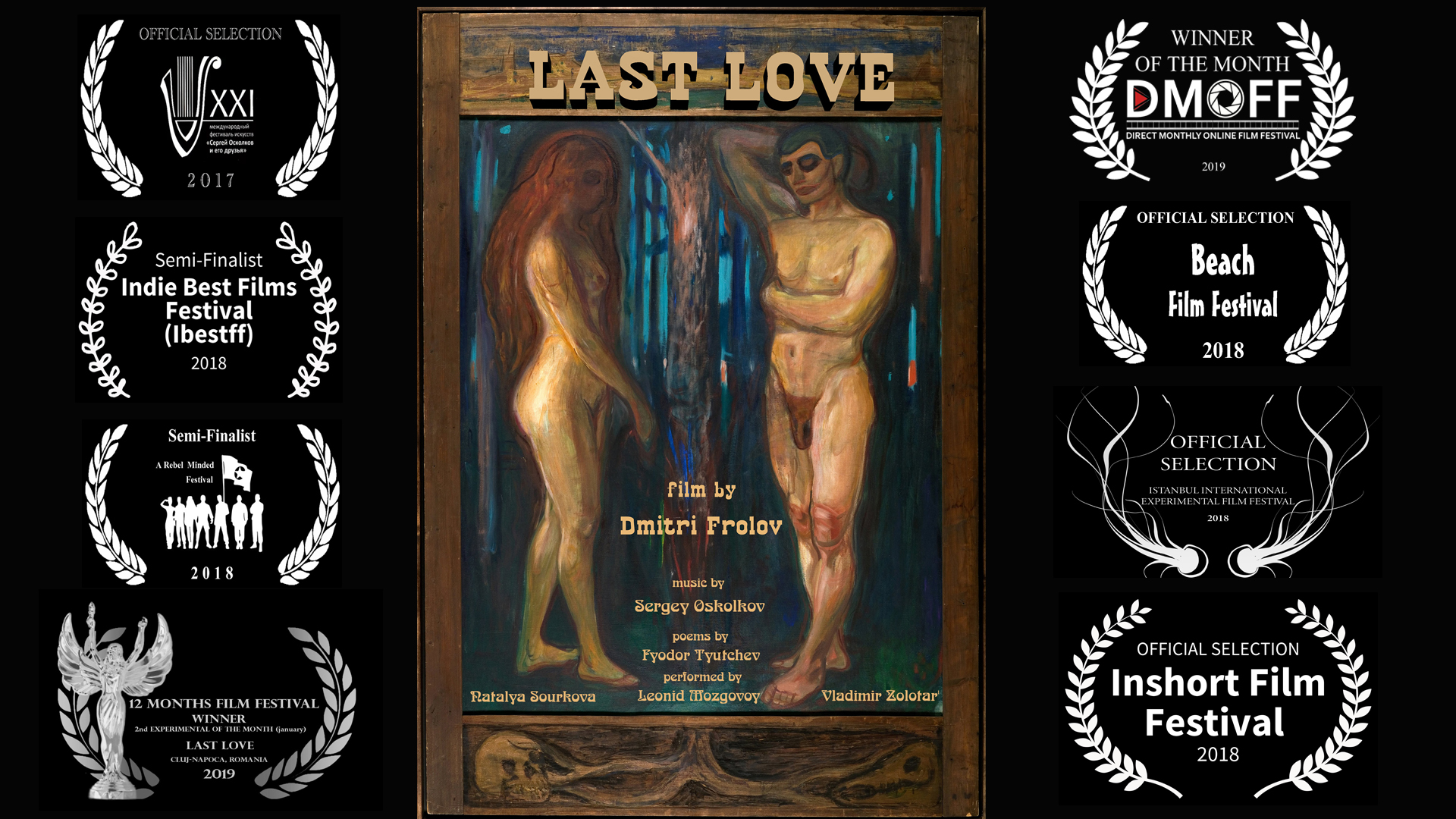
Last Love (2017) de Dmitri Frolov, película independiente ganadora de varios premios y reconocimientos.

El término cine independiente (también cine indie) hace referencia a todas aquellas películas que se realizan o que se han realizado al margen de los circuitos comerciales y de producción habituales. Inicialmente, esta denominación englobaba principalmente a las películas estadounidenses que rechazaban el modo de producción de Hollywood. 
La característica principal de una película independiente es que no ha sido producida por los grandes estudios cinematográficos y esto significaba, en Estados Unidos, que no había sido producida con personal afiliado a los poderosos sindicatos del gremio. Por lo general, una película independiente es una producción de bajo presupuesto o de una productora pequeña. 
En la actualidad, esta denominación se ha generalizado tanto que ha perdido parte de su valor inicial, y las nuevas tecnologías (las cámaras digitales y los sistemas de edición por ordenador) han contribuido a que este tipo de películas sean aún más fáciles de realizar que en la época analógica.

## Características
Las películas que se pueden englobar dentro de la denominación de cine independiente se caracterizan por tener un presupuesto bajo, ser realizadas en condiciones de mayor precariedad que el llamado cine oficial, tratar temas cotidianos y de mayor cercanía con el público, carecer de una distribución masiva y, por tanto, tener menos posibilidades de obtener grandes ingresos y estar realizadas en la mayor parte de las ocasiones por directores noveles o ajenos al mundo de las grandes productoras. Aunque también se da el caso de directores famosos que optan por realizar sus películas mediante este sistema. También puede ser que la película sea financiada mediante un sistema cooperativo o de participación colectiva.
Estas características han ido variando con el paso del tiempo y hoy en día el cine independiente está integrado en los mecanismos de la producción cinematográfica a todos los niveles, sus directores están reconocidos a nivel internacional y los presupuestos que manejan pueden ser tan importantes como los de cualquier producción de los grandes estudios. 

### Cine de autor
El concepto del cine independiente no está ligado necesariamente al del llamado cine de autor, aunque existen coincidencias entre ellos. En el cine de autor, el director tiene un papel preponderante, que en ocasiones deja en un segundo plano a los actores. Muy a menudo, el director cumple también otras funciones, como guionista, compositor de sonido o director de fotografía.
La relación entre directores-autores y la industria cinematográfica es muy variable. En los últimos tiempos, muchos directores de renombre, que comenzaron dentro del cine independiente, han logrado realizar películas bajo la dirección de grandes estudios. Entre ellos, se puede citar a Quentin Tarantino, Christopher Nolan, Clint Eastwood, Martin Scorsese, Woody Allen, Pedro Almodóvar, los hermanos Coen, Terry Gilliam, Kevin Smith y Takeshi Kitano.

### Financiación
La financiación es uno de los conceptos que diferencia al cine independiente de las formas más tradicionales de hacer cine. Poder filmar sin caer dentro de los rígidos esquemas del sistema de estudios es una de las máximas aspiraciones de todo director. La mayor parte de los directores de cine independiente buscan sus propias fuentes de financiamiento de las formas más variadas. Por ejemplo, para producir la película Shadows, John Cassavetes se valió de las contribuciones de los dos mil oyentes del programa radial Night People Story, cada uno de los cuales donó un dólar.

### Temática
La temática del cine independiente también es distinta a la del cine comercial. Desde sus comienzos, se ha caracterizado por abordar una serie de temas que no están en el objetivo del cine mainstream o de carácter más tradicional, y suele tratar temas de carácter social o de actualidad, como la homosexualidad, las drogas, la prostitución, la manipulación política, la decadencia de la sociedad o la soledad.
No es raro que en el cine independiente haya una menor utilización de los diálogos, ya que en ocasiones se intentan plasmar las inquietudes del cineasta con una gran variedad de recursos. Como sostiene Karen Schwartzmann, periodista del Independent Feature Project, el cine independiente "permanece como idea de un cine más crítico o experimental, o que representa sectores sociales ausentes de la producción estándar".[cita requerida]

### Estética
La estética del cine independiente es muy variable, aunque en general responde a los conceptos de vanguardia y experimentación. No es posible establecer un criterio fijo para determinar lo que puede catalogarse como cine independiente, pero en esencia el cineasta-autor independiente debe poseer una visión artística propia y ser libre en la totalidad del proceso creativo. Como sostiene Jonathan Rosenbaum: "un cineasta independiente es alguien que tiene el control final sobre su trabajo".

## Historia
Si bien se puede considerar que el cine independiente existió desde el mismo momento del nacimiento del cine a través de producciones de carácter individual o experimental, solo podemos considerarlo de forma conceptual como aquel cine que nace a partir de los movimientos que comienzan a surgir tras el final de la Segunda Guerra Mundial y más concretamente a partir de 1959, con la aparición de la Nouvelle vague francesa, el Free cinema inglés y el cine independiente estadounidense.

#### LaNouvelle vaguefrancesa
La Nouvelle vague (Nueva ola) es la denominación que la crítica utilizó para designar a un nuevo grupo de cineastas franceses surgido a finales de la década de 1950. Los nuevos realizadores reaccionaron contra las estructuras que el cine francés imponía hasta ese momento y, consecuentemente postularon como máxima aspiración, no solo la libertad de expresión, sino también libertad técnica en el campo de la producción fílmica.

#### El Free cinema inglés
El Free Cinema inglés fue un movimiento cinematográfico británico que nació en el año 1956 y que se caracterizaba por implementar una estética realista en el cine de ficción y documental. En ocasiones, se le ha denominado como la "Nouvelle vague inglesa".

#### El cine independiente estadounidense
El cine independiente estadounidense, habitualmente conocido como "cine independiente norteamericano", es una corriente cinematográfica que se crea en 1959, a partir del estreno de  la película Shadows, de John Cassavetes, perteneciente a la llamada "Escuela de Nueva York".   
En principio se forman dos grupos de cineastas que compiten con los grandes estudios de Hollywood y se plantean la realización de producciones de bajo presupuesto, rodadas en escenarios reales, al modo de la Nouvelle vague francesa. El primero de estos grupos es la llamada "Escuela de Nueva York" o "New American Cinema Group", a la que pertenecen John Cassavetes, el artista pop Andy Warhol o Maya Deren. Después aparece un segundo grupo, la llamada “generación de la televisión”, a la que pertenecen directores como Stanley Kramer, Robert Altman o Robert Mulligan, que trabajaban para la CBS, y que están más ligados a este estilo de producción cinematográfica. Dentro de este grupo también se puede asimilar directores como Sidney Lumet, Martin Ritt, Arthur Penn o John Frankenheimer, entre otros.  
A principios de los años 1970 aparece un nuevo grupo, la denominada "primera generación de los 70", también conocida como la "Nueva ola americana", o el "New Hollywood group", que está promovido por Bob Rafelson, que viene también de trabajar en la televisión, y al que se unen figuras como Dennis Hopper o Peter Bogdanovich.. 
Easy Rider (1969), de Dennis Hopper, fue la primera producción de este grupo que logró ser distribuida por una de las grandes compañías de Hollywood: la Columbia Pictures, convirtiéndose en un éxito de taquilla que superó con creces el presupuesto invertido.
A este grupo se pueden asimilar también los directores Robert Altman, Martin Scorsese, Michael Cimino, Ridley Scott, Brian De Palma o Robert Zemeckis, aunque sus carreras no responden exactamente a los "estándares" del grupo. 
Poco después aparecerá un nuevo grupo de directores, conocidos como la "segunda generación de los 70", a la que pertenecen Francis Ford Coppola,  Steven Spielberg o George Lucas. Este grupo consigue un gran éxito de taquilla e inmediatamente es adoptado por los productores de Hollywood para explotar comercialmente dicho éxito. Películas como El padrino, Tiburón o Star Wars: Episodio IV - Una nueva esperanza son buen ejemplo de ello.
Otro director asimilable a este grupo es Terrence Malick, que realiza dos películas significativas: Badlands (1973) y Days of Heaven (1978), a las que seguiría un prolongado silencio de veinte años, roto con el estreno de La delgada línea roja (1998).

### El cine independiente de finales delsigloXXo cine postindependiente
A partir del año 1980 el cine independiente estadounidense entra en una fase en la que adquiere una gran importancia el Festival de Cine de Sundance (1978), y se adhiere toda una nueva generación de directores, como Spike Lee con Do the Right Thing (1989) o Steven Soderbergh con Sex, Lies, and Videotape (1989), que aspiran a dar un vuelco a la temática y al aspecto estético de sus obras, huyendo de la comercialidad y los convencionalismos sociales.
Otros directores importantes de este período son David Lynch, con Terciopelo azul (1986),  Wild at Heart (1990) la serie para televisión Twin Peaks (1990), Lost Highway (1997) o Mulholland Drive (2001); Stephen Frears con Mi hermosa lavandería (1985); Jim Jarmusch con Stranger Than Paradise (1984) o Down by Law (1986), o los hermanos Coen con Raising Arizona (1987) o Miller's Crossing (1990). Muchos de estos directores tuvieron carreras exitosas y llegaron a formar parte de la actual industria del cine, hasta el punto de que el término cine independiente ha sido explotado como un "género" o un nuevo estilo cinematográfico por parte de las distribuidoras a fin de comercializar sus productos. A este fin se crearon también los Independent Spirit Awards.
Dentro de esta corriente se pueden destacar también algunas cinematografías europeas, fundamentalmente de países del norte y del este, donde no existe una industria cinematográfica propiamente dicha. Uno de estos movimientos es el denominado como Dogma 95, con Lars von Trier como máximo representante.

#### Los apocalípticos
En los años 1990 aparece una generación ligada a los cambios históricos que supuso la caída del muro de Berlín, en 1989. Dicha generación está ligada también a un libro titulado "El fin de la historia y el último hombre", escrito por Francis Fukuyama en 1992, que señala que ya todo está inventado, que nada nuevo puede suceder y que todo lo que vendrá a partir de ahora es una repetición de esquemas o teorías anteriores. Aplicado al cine supone el fin del experimentalismo y la búsqueda de nuevas formas de expresión. Esto conduce a un revisionismo de las antiguas cinematografías y a la utilización de esquemas ya conocidos, llevados hasta sus máximas consecuencias. A estos cineastas se les conoce como "Los apocalípticos".[cita requerida]
Dentro de esta denominación podemos citar a Quentin Tarantino con Reservoir Dogs (1992) o Pulp Fiction (1994), a Kevin Smith con Clerks (1994), a Harmony Korine con Gummo (1997), a Atom Egoyan con Exótica (1994) o The Sweet Hereafter (1997); o a Danny Boyle con Trainspotting (1996).

#### Los multigenéricos
En esta época aparecen también las películas multigenéricas[cita requerida], que mezclan varios géneros clásicos en una misma obra. A esta tendencia pertenecen directores como David Fincher con películas como Seven (1995), Fight Club (1999) o The Social Network (2010), o como Abel Ferrara con Bad Lieutenant (1992).

#### Los naturalistas
Otra tendencia dentro de este cine finisecular es la naturalista, a la que pertenecen directores como Alexander Payne con Election (1999), About Schmidt (2002) o Nebraska (2013), como Richard Linklater con su trilogía: Antes del amanecer, Antes del atardecer y Antes del anochecer o con Boyhood (2014), o como Sofia Coppola con Las vírgenes suicidas (1999) o Lost in Translation (2003).

## Festivales
El cine independiente se difunde de forma preferente a través de festivales y de canales de distribución alternativos. Entre los festivales más importantes a nivel mundial cabe citar el Festival de Cine de Sundance, que viene realizándose desde el año 1978, o el Festival de cine de Tribeca, promovido por Jane Rosenthal y Robert De Niro, a partir del año 2002.
En Iberoamérica existe desde el año 2019 la aceleradora de cine independiente Cinexprés que se encarga de promover festivales de cine independiente a través de su festival propio IberoÀ y festivales aliados.